# Gianfranco Zappettini
Gianfranco Zappettini, né le 16 juin 1939 à Gênes (Italie), est un peintre analytique italien. 

## Biographie

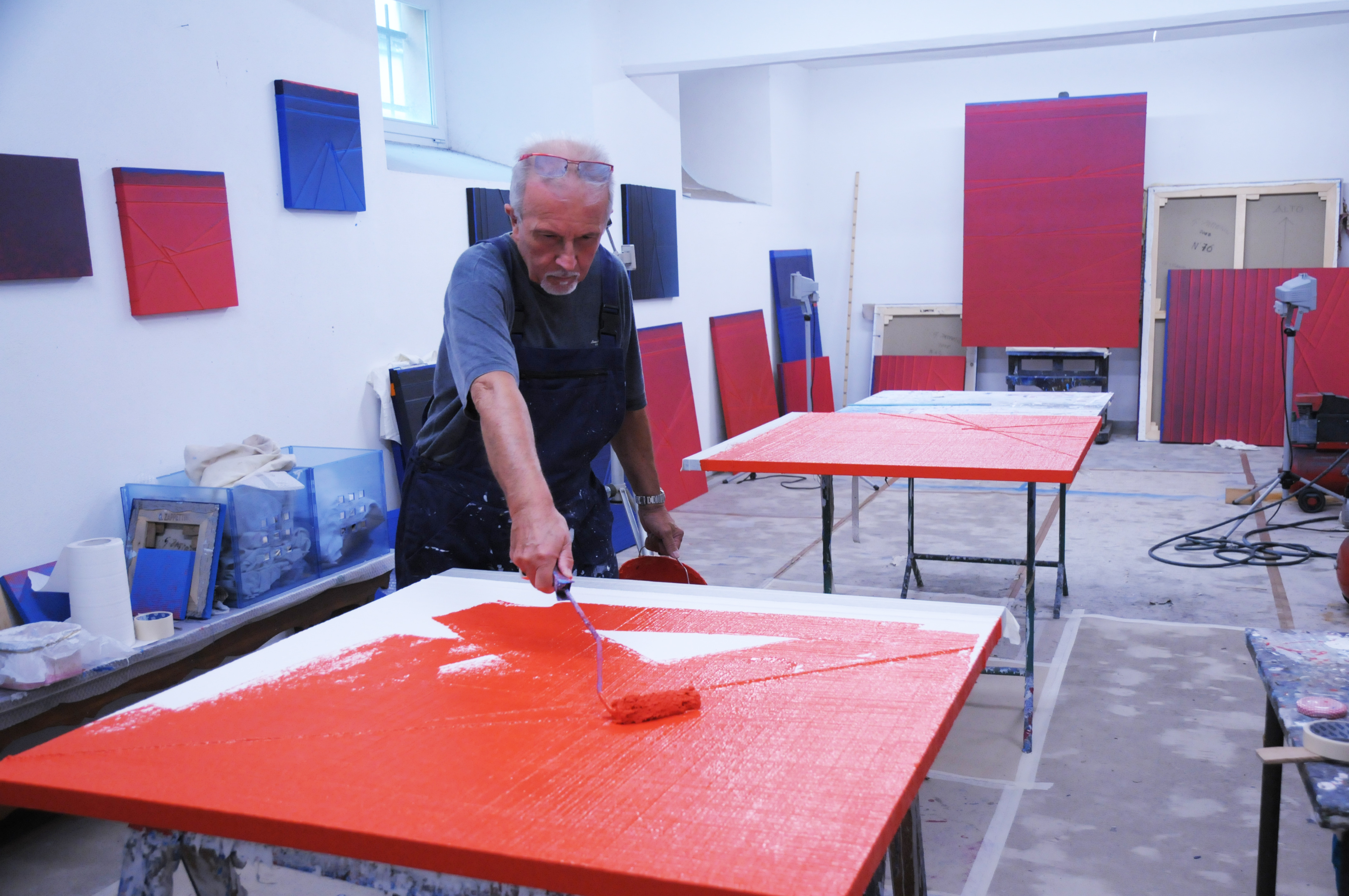
Gianfranco Zappettini au travail, dans les années 2010.